# Golf d'Almeria
El golf d'Almeria és un golf situat en la costa d'Almeria que s'obre al mar de Alborán. Està delimitat d'oest a est per la punta del Moro i el cap de Gata. Pren el nom de la ciutat d'Almeria, la més important de la seva costa.
Destaquen les seves prominents formacions rocoses pertanyents a les serralades Bètiques, que donen lloc a penya-segats que s'alternen amb zones de costa baixa. Part del seu mitjà natural està integrat al Parc Natural del Cap de Gata-Níjar.